# 国际反侵略运动大会
国际反侵略运动大会（International Peace Campaign,IPC），是第二次世界大战前的一个国际反战反法西斯社会组织。对中国抗日战争初期争取国际同情与援助有一定作用。

## 历史

### 缘起
罗伯特·塞西尔发起并担任主席，1936年9月3日至6日，西欧各国爱好和平的人士在比利时布鲁塞尔成立国际反侵略运动大会。宗旨是：反对战争、维护和平、恢复国联机构的活力。罗伯特·塞西尔由此获得1937年诺贝尔和平奖。

### 中国分会
马相伯、邹韬奋等发起筹备，1938年1月23日14时在武汉市商会召开国际反侵略运动大会中国分会（China Branch）。中国分会的slogan是“SAVE CHINA: SAVE PEACE 拯救中国即拯救和平”。于右任、邵力子、汪精卫代表谷正纲、陈铭枢、冯玉祥代表宋斐如、沈钧儒、黄文植等及各界人士共千余人出席。大会推定分会理事、名誉主席团及赴伦敦代表团，通过简章八条，至十七时许在高唱抗战歌声中散会。
中国分会理事139人：

朱家骅、陈立夫、邵力子、贺衷寒、章乃器、方振武，郭沫若、郭春涛、吴开先、潘公展、吴国桢、钟可托、陶百川，邓初民、张道藩、刘健群、杜重远、梁寒操、黄季陆、王造时、董必武、黄琪翔、罗家伦、张冲、周恩来、张定璠、刘志陆、王云五、李公朴、谷正纲、李璜、陶行知、方治、陶钧、章伯钧、李平衡、杨公达、钱俊瑞、张钟实、陶希圣、姚实贤、叶溯中、方秋苇、邹韬奋、盛成、董显光、肖同兹、鲍静安、曾仲鸣、江康黎、罗隆基、林植夫、沙千里、王礼锡、郭秉文、周鲤生、戴笠、徐恩曾、左舜生、刘叔模、胡秋原、潘汉年、张西曼、邓飞黄、王昆仑、邓悌、任西萍。
中国分会名誉主席团72人：宋庆龄、蒋方震、蒋光鼐，李根源、陈诚、何成濬、宋美龄、冯玉祥、宋霭龄、李德全、胡适、蔡元培、李烈钧、陈铭枢、陈果夫、曾琦、张君励、沈钧儒、宋子文、何东、蔡廷锴、张静江、赵惠庆、马相伯、马君武、居正、邹鲁、叶楚伧、毛泽东、陈绍禹、何香凝、石瑛
中国分会会长宋子文，副会长邵力子，总干事郑彦芬。定期出版物有《反侵略半月刊》与《反侵略通讯旬刊》2种。不定期出版物包括《反侵略丛书》、《反侵略小册子》、《反侵略歌曲集》、《反侵略工作者手册》等多种。各省设反侵略支会。
1938年2月11日，毛泽东在延安的陕甘宁边区反侵略大会上讲演：
现在世界的侵略者结成一条侵略阵线，世界的反侵略者则团结世界上大多数人民保卫世界的和平，这两个相反方向的阵线在全世界斗争着。现在有三个反侵略的统一战线，即中国的统一战线，世界的统一战线，日本人民的统一战线。反侵略是今天世界政治的总方向。在世界人民和日本人民的援助下，中国一定能战胜日本侵略者，悲观主义是没有根据的。
1939年1月28日，周恩来为“国际反侵略运动大会中国分会”题词：“为民族解放而战，为世界和平而战!”
1940年，毛泽东为国际反侵略运动大会中国分会成立两周年题词。延安反侵略分会筹备会委员有文艺界的丁玲、周扬、周文、张庚、冼星海、向隅（作曲家）、杜矢甲（男低音歌唱家）、王曼硕（油画美术家）、何其芳、蔡若虹（中国画美术家）、胡考、赵毅敏、钟敬之、胡乔木、塞克、袁牧之等。

### 伦敦大会
1938年2月11日，国际反侵略运动大会在伦敦召开“国际援助中国大会”，40国代表共600余人参加，法国左中右各派的代表有60人，包括人民阵线代表共产党参议员马赛尔·加香、诺贝尔物理奖的让·佩兰及朗之万。中国分会派代表参加并提出：“请求决议，各国民众团体举行‘中国周’，尽量揭露日本侵华罪状，实行抵制日货，以为我国抗战声援。”“全世界应保证军需用品到达中国而不运至日本，号召各国人民向中国伸出援助之手。” 
1938年2月11日晚七时，为声援在英国召开的世界援华制日大会，中国共产党在延安召开反侵略大会。毛泽东发表演讲指出：现在有三个反侵略的统一战线，即中国的统一战线，世界的统一战线，日本人民的统一战线；反侵略是今天世界政治的总方向。

### 巴黎大会
1938年7月23至24日世界反侵略大会在巴黎Paris World Conference Against Aggression举行，美国分会主席安更生，美国国联同志会会长爱琪波洁 经过两天的讨论，大会根据九国公约、国联盟约、非战公约之规定，援助中国任何方案，凡是与维护中国领土主权完整原则不合者，大会决议表示反对。主张各国应对华贷款，抵制日货，禁止煤油及军用品对日输出。大会决定于全球成立反轰炸分会。    